# Nhà nước Quân đoàn Dân tộc
Nhà nước Quân đoàn Dân tộc (tiếng Romania: Statul Național Legionar) là một chế độ phát xít toàn trị cai trị Romania trong 5 tháng, từ ngày 14 tháng 9 năm 1940 cho đến khi chính thức giải thể vào ngày 14 tháng 2 năm 1941. Chế độ này được lãnh đạo bởi Tướng Ion Antonescu hợp tác với Cận vệ Sắt, được tổ chức theo dân tộc cực đoan, bài Do Thái, chống Cộng sản ở Romania. Mặc dù Đội Cận vệ Sắt đã ở trong Chính phủ Romania kể từ ngày 28 tháng 6 năm 1940, vào ngày 14 tháng 9, đã đạt được giành được sự cai trị, dẫn đến việc tuyên bố thành lập Nhà nước Quân đoàn Dân tộc.
Vào ngày 27 tháng 9 năm 1940, Romania rút khỏi Hiệp ước Balkan. Vào ngày 8 tháng 10, quân đội Đức Quốc xã bắt đầu tiến vào Romania và nhanh chóng lên tới hơn 500.000 quân. Vào ngày 23 tháng 11, Romania chính thức gia nhập Phe Trục. Vào ngày 27 tháng 11, 64 cựu chức sắc hoặc quan chức đã bị Đội cận vệ sắt hành quyết trong vụ Thảm sát Jilava. Đạo luật bài Do Thái vốn đã khắc nghiệt đã được mở rộng thêm, bao gồm việc tước đoạt tài sản nông thôn do người Do Thái sở hữu vào ngày 4 tháng 10, tiếp theo là rừng vào ngày 17 tháng 11 và cuối cùng là vận tải đường sông vào ngày 4 tháng 12.
Vào ngày 20 tháng 1 năm 1941, Đội cận vệ sắt đã cố gắng đảo chính, kết hợp với một cuộc tàn sát chống lại người Do Thái ở Bucharest. Trong vòng bốn ngày, Antonescu đã trấn áp thành công cuộc đảo chính và Đội cận vệ sắt bị buộc phải rời khỏi chính phủ. Sima và nhiều lính lê dương khác chạy trốn sang Đức Quốc Xã, trong khi những người khác bị cầm tù. Antonescu chính thức bãi bỏ Nhà nước Quân đoàn Quốc gia vào ngày 14 tháng 2 năm 1941.

### Tem từ thời Nhà nước Quân đoàn Dân tộc

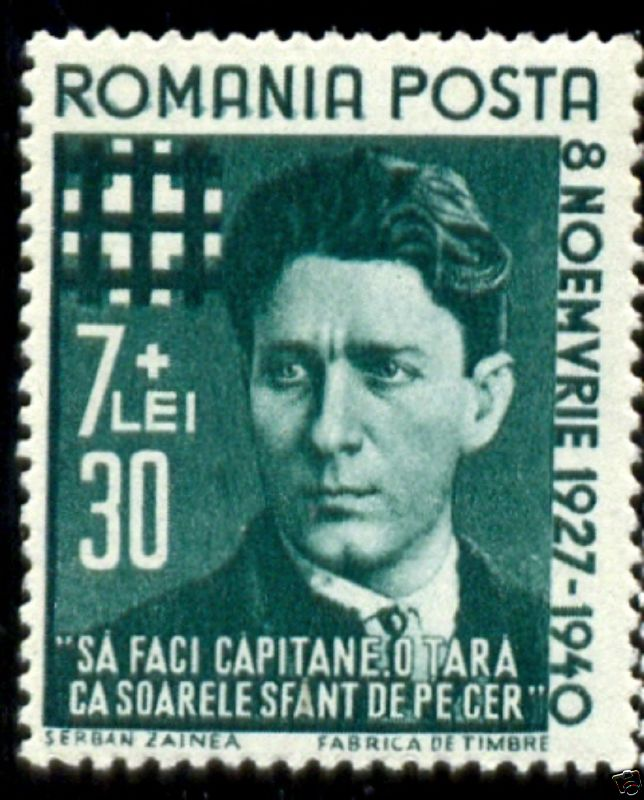
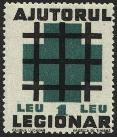
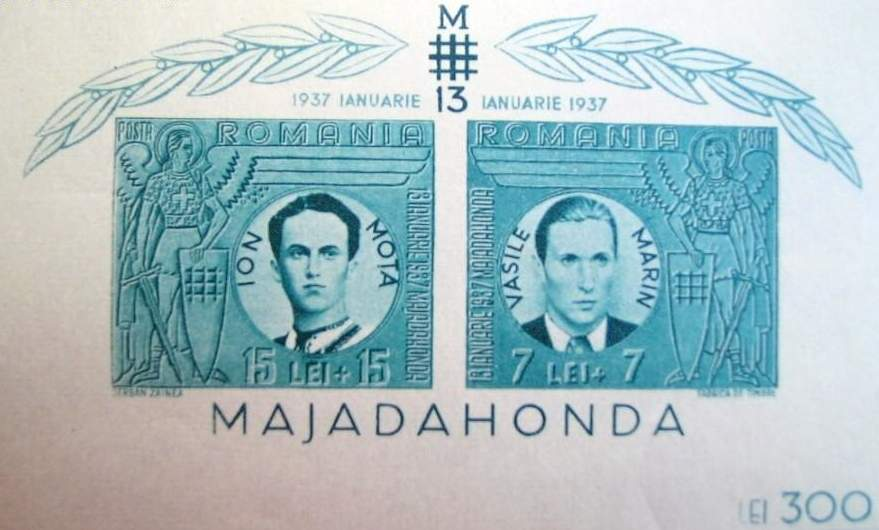

## Tiền thân
Đội cận vệ Sắt lần đầu tiên thành lập liên minh với Chính phủ Rumania vào đầu năm 1938, khi Thủ tướng bấy giờ là Octavian Goga ký kết một thỏa thuận với lãnh đạo Cận vệ Sắt, Corneliu Zelea Codreanu ngày 8 tháng 2 năm 1938 về hợp tác tuy nhiên ở mức hạn chế. Nhưng, sự sắp xếp chính trị này đã làm Vua Carol II không hài lòng, ông đã cách chức Goga vào ngày 11 tháng 2 và thay thế ông bằng Thượng phụ Miron Cristea.
Từ ngày 28 tháng 6 đến ngày 4 tháng 7 năm 1940, Horia Sima, lãnh tụ danh dự của Cận vệ Sắt sau cái chết của Codreanu, giữ chức Thứ trưởng trong Bộ Giáo dục. Sau khi Liên Xô chiếm Bessarabia và Bắc Bukovina, ngày 4 tháng 7 năm 1940, Đội cận vệ Sắt được đưa vào nội các Ion Gigurtu. Chính phủ bổ nhiệm ba Cận vệ làm thành viên mới: Vasile Noveanu giữ chức Bộ trưởng Tài sản Công, Sima giữ chức Bộ trưởng Tôn giáo và Nghệ thuật, và Augustin Bideanu giữ chức Thứ trưởng Bộ Tài chính. Tuy nhiên, Sima đã từ chức vào ngày 7 tháng 7 vì ông bị từ chối vào nội các Cận vệ thuần túy, hai người còn lại vẫn giữ chức vụ được phân. Một người ủng hộ và nhà tư tưởng Cận vệ Sắt, Nichifor Crainic, đã trở thành Bộ trưởng Bộ Tuyên truyền. Sau khi Sima từ chức vào ngày 7 tháng 7, ông được thay thế bởi một Cận vệ khác, Radu Budișteanu.

## Lãnh thổ và dân số
Lãnh thổ Nhà nước Quân đoàn Dân tộc có diện tích lên tới 195,000 km2. Tương đương với lãnh thổ Romania ngày nay, ngoại trừ vùng Bắc Transylvania, đã được nhượng lại cho Hungary sau Phán quyết Trọng tài Vienna lần thứ hai. Nhà nước cũng sở hữu một số hòn đảo ở đồng bằng sông Danube, cũng như Đảo Rắn ở Biển Đen. Đây là một phần của Ukraine từ năm 1948.
Một cuộc điều tra dân số România được tiến hành vào ngày 6 tháng 4 năm 1941 và ghi nhận dân số là 13,535,757. Mặc dù cuộc điều tra dân số được tiến hành gần hai tháng sau khi Nhà nước giải thể, biên giới Romania vẫn như cũ.

## Lịch sử

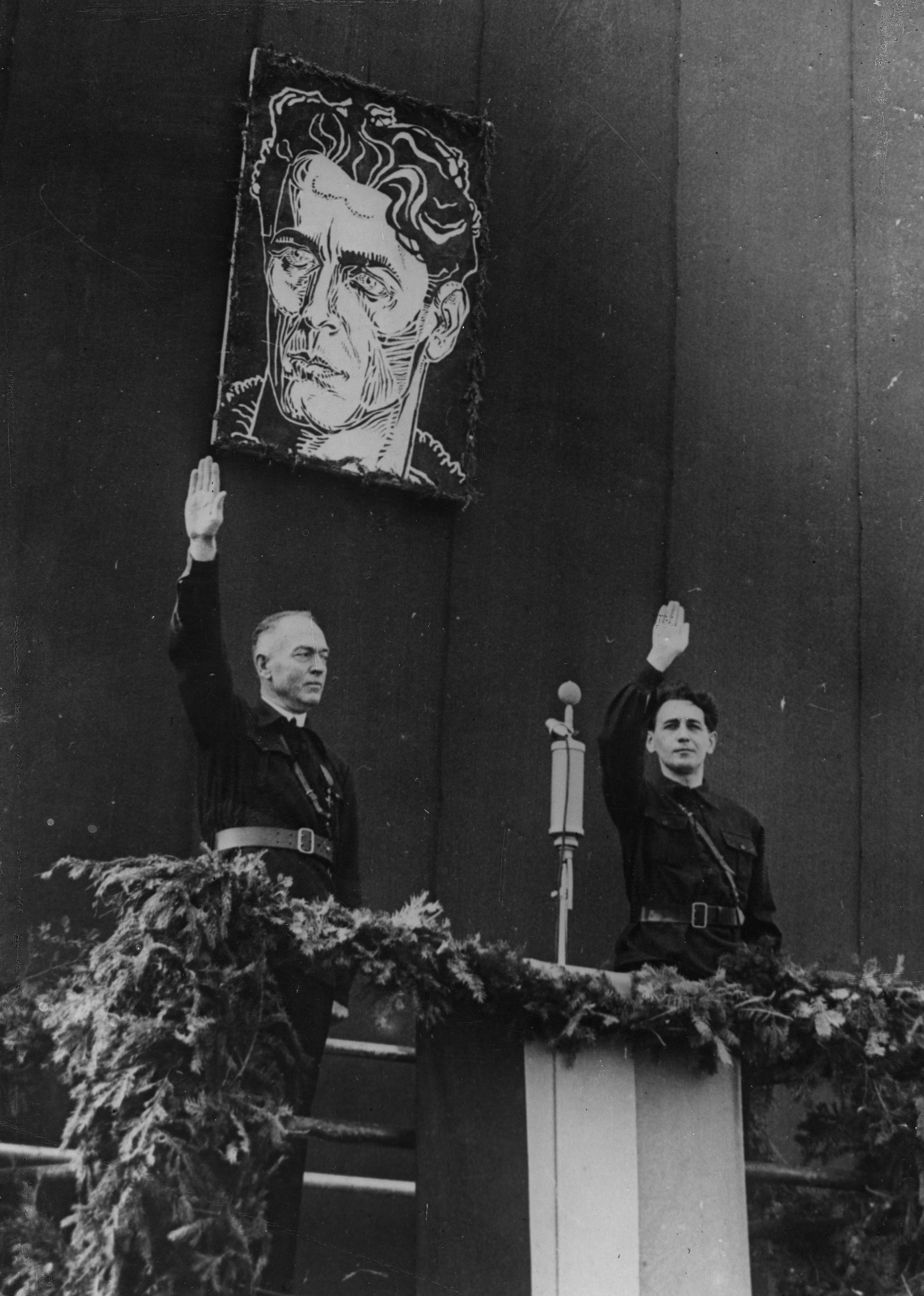
Ion Antonescu và Horia Sima, các lãnh tụ Nhà nước Quân đoàn Dân tộc

Vua Carol II bị buộc phải thoái vị vào ngày 6 tháng 9 năm 1940, và được thay thế bằng con trai ông khi ấy 19 tuổi, Michael. Hành động đầu tiên của vị vua mới là trao cho Tướng Ion Antonescu quyền lực vô hạn với tư cách là Conducător (lãnh tụ) România, tự trao cho mình một vai trò nghi thức. Một sắc lệnh ngày 8 tháng 9 đã xác định thêm quyền lực Antonescu. Để duy trì quyền lãnh đạo đất nước, đồng thời nhường vai trò lãnh đạo cho Đội cận vệ sắt, Antonescu đã yêu cầu Vua Michael tuyên bố Romania là Nhà nước Quân đoàn Dân tộc vào ngày 14 tháng 9. Phong trào Quân đoàn/Vệ binh sắt trở thành "phong trào duy nhất được công nhận ở nhà nước mới", biến Romania trở thành một quốc gia toàn trị.
Antonescu trở thành lãnh tụ danh dự Nhà nước, và Sima trở thành Phó Thủ tướng. Năm Cận vệ khác trở thành bộ trưởng, trong đó có Thân vương Mihai Sturza (Bộ trưởng Bộ Ngoại giao) và Tướng Constantin Petrovicescu (Bộ trưởng Bộ Nội vụ). Các Quận trưởng Quân đoàn được bổ nhiệm ở tất cả năm mươi quận của Romania. Lực lượng Cận vệ đã được trao bốn chức vụ bộ trưởng: Nội vụ, Giáo dục, Ngoại giao, và Văn hóa. Ngoại ra, hầu hết Thứ trưởng và Cục trưởng trong các Bộ đều là người Cận vệ. Là lực lượng chính trị thống trị, Cận vệ cũng kiểm soát các ngành báo chí và tuyên truyền.
Vào ngày 6 tháng 10 năm 1940, Antonescu tham dự một cuộc diễu binh Đội Cận vệ sắt trong quân phục Quân đoàn. Vào ngày 8 tháng 10, quân Đức bắt đầu tiến vào Romania và nhanh chóng lên tới hơn 500,000 quân. Vào ngày 23 tháng 11, Romania gia nhập phe Trục. Vào ngày 27 tháng 11, 64 cựu chức sắc hoặc quan chức đã bị Đội cận vệ sắt hành quyết trong Nhà tù Jilava trong khi chờ xét xử (Thảm sát Jilava). Cuối ngày hôm đó, nhà sử học và cựu thủ tướng Nicolae Iorga và nhà kinh tế Virgil Madgearu, cựu bộ trưởng chính phủ, bị ám sát. Vào ngày 1 tháng 12, một cuộc diễu hành khác của Đội Cận vệ Sắt đã diễn ra tại Alba Iulia để kỷ niệm 22 năm Transylvania hợp nhất với Romania. Antonescu lại tham dự và có bài phát biểu.
Sau khi Nhà nước Quân đoàn Dân tộc được thành lập vào ngày 14 tháng 9, Quân đoàn trở thành đảng cầm quyền nhưng phải chia sẻ quyền hành pháp với Quân đội. Chế độ Quân đoàn mới có các nghi lễ dựa trên sự sùng bái lãnh tụ Đội cận vệ đã mất (Codreanu) và các liệt sĩ khác của Quân đoàn. Việc khai quật, chôn cất công khai và phục hồi các "liệt sĩ" của Quân đoàn được Sima coi là nhiệm vụ quan trọng nhất để chứng minh cho việc Quân đoàn lên nắm quyền. Việc khai quật hài cốt Codreanu và cải táng sau đó (21-23 tháng 11) đã tái khẳng định sự thu hút của Condreanu như là nền tảng hệ tư tưởng Quân đoàn. Vào ngày cải táng Codreanu, tờ báo chính Quân đoàn, Cuvântul (Khẩu lệnh), viết: "Đó là ngày Thuyền trưởng phục sinh. Ông ấy đã sống lại, như ông ấy đã hứa, theo Tin Mừng. Ông ấy đã sống lại, sống lại từ nấm mồ để trình diện cho chúng ta chính Romania, bị chôn vùi bởi thời đại tội lỗi này.". Emil Cioran trẻ tuổi ở độ tuổi hai mươi đã ủng hộ mạnh mẽ việc sùng bái Codreanu: "Ngoại trừ Chúa Giê-su, không một sinh vật chết nào khác hiện diện như vậy giữa những người sống. Có ai từng nghĩ đến việc quên ngài đi không? Người đàn ông đã chết này đã lan tỏa hương thơm vĩnh cửu lên con người chúng ta và và mang bầu trời trở lại Romania." Tuy nhiên, ngay sau khi cải táng Codreanu, Quân đoàn đã gây ra vụ thảm sát, giết chết hơn 60 cựu chức sắc. Do đó, Quân đoàn đã đạt được mục tiêu của mình: trật tự cũ sụp đổ dưới đòn tấn công của Quân đoàn và tất cả kẻ thù của Quân đoàn đều bị trừng phạt. Việc cải táng thi thể của Codreanu diễn ra vào ngày 30 tháng 11, với sự tham dự của Antonescu, Sima, von Schirach, Bohle và 100.,000 Vệ binh Sắt.
Sắc lệnh thành lập chế độ Quân đoàn Dân tộc vào ngày 14 tháng 9 thiết lập chế độ nhị hùng, Antonescu và Sima ngang hàng với nhau. Vào ngày 28 tháng 10, Sima cáo buộc Antonescu vi phạm sắc lệnh khi cho phép các đảng dân chủ hoạt động. Ông khẳng định rằng sự đa dạng về chính trị như vậy là trái với các nguyên tắc của một nhà nước toàn trị. Sima cũng muốn áp dụng các nguyên tắc Đức Quốc xã vào nền kinh tế Romania để đặt tất cả dưới sự kiểm soát tập trung. Sima đã gửi một bức thư cho Antonescu theo nghĩa này vào ngày 16 tháng 10, nhưng sau đó đã bị bác bỏ ý kiến. Mối quan hệ giữa Antonescu và Quân đoàn đạt đến điểm rạn nứt sau Vụ thảm sát Jilava. Bất chấp căng thẳng gia tăng, hai bên đã đạt được một thỏa thuận đình chiến vào lúc này, cho phép một thành viên Cận vệ giữ chức vụ Cảnh sát trưởng Bucharest nhưng đồng thời đưa ra sự lên án công khai về vụ giết người ở Jilava.
Một số sắc lệnh chống Do Thái đã được Nhà nước Quân đoàn Dân tộc ban hành. Tài sản nông thôn do người Do Thái sở hữu bị tịch thu vào ngày 4 tháng 10, tiếp theo là rừng vào ngày 17 tháng 11 và cuối cùng là vận tải đường sông vào ngày 4 tháng 12.
Vào ngày 10 tháng 11 năm 1940, Nhà nước Quân đoàn Dân tọc phải đối mặt với một trận động đất phá hủy 65,000 căn nhà.

### Phát triển ra bên ngoài
Đầu tháng 10 năm 1940, 15,000 quân Đức được triển khai tới Romania để bảo vệ các nhà máy lọc dầu tại Ploiești, nơi rất cần thiết cho nỗ lực chiến tranh của Đức. Hành động đơn phương này của Đức, được thực hiện mà không hỏi ý kiến Benito Mussolini, đã thúc đẩy nước này tiến hành một cuộc xâm lược Hy Lạp. Kết quả Chiến tranh Hy Lạp-Ý đã dẫn đến một sai lầm quân sự khi quân Hy Lạp phản công và chiếm đóng các vùng Albania do Ý cai trị trong nửa năm.Bản mẫu:Self-published inline Tuy nhiên, cuộc tiến quân của quân Đức vào Romania không phải là một cuộc xâm lược vì nó diễn ra với sự chấp thuận của Antonescu.  Đội quân Đức đầu tiên đến Romania vào ngày 10 tháng 10, một phần là để đáp lại yêu cầu hỗ trợ quân sự của Antonescu, bên cạnh mục tiêu chính của Đức là bảo vệ các mỏ dầu Romania. Romania sau đó đã tham gia Hiệp ước ba bên và Hiệp ước chống Quốc tế Cộng sản lần lượt vào ngày 23 tháng 11 và ngày 25 tháng 11. Bất chấp việc thắt chặt quan hệ với Đức, cộng đồng thiểu số người Đức ở Romania (lên tới 300,000 người sau khi Romania bị mất lãnh thổ) vẫn không hoàn toàn thoát khỏi quá trình Rumani hóa. Trong khi rất ít người Đức từ Banat và Transylvania được hồi hương về Đế chế, số người dân tộc Đức từ Nam Bukovina và Dobruja được hồi hương lên tới 76,500. Công ước Đức-Romania chấp thuận những người hồi hương này được ký kết vào ngày 22 tháng 10 năm 1940. Theo công ước, nhà nước Romania đã nhận được bất động sản mà những người Đức hồi hương sở hữu trước đây để đổi lấy việc trả tiền bồi thường cho Đế chế. Tài sản mới mua được (đất đai và nhà cửa) sẽ được nhà nước Romania sử dụng để tiếp nhận những người tị nạn gốc Romania từ Bulgaria, những người phải di dời sau Hiệp ước Craiova. Vào ngày 4 tháng 12, một hiệp định thương mại kéo dài 10 năm đã được ký kết giữa Romania và Đức, nhằm mục đích "tái thiết kinh tế" Romania.
Vào ngày 27 tháng 9 năm 1940, Romania rút khỏi Hiệp ước Balkan. Cùng ngày hôm đó, một hiệp định thương mại đã được ký kết với một trong những thành viên của Hiệp ước, Thổ Nhĩ Kỳ. Vào ngày 19 tháng 12, một hiệp định thương mại khác đã được ký kết giữa Romania và Nam Tư, một thành viên khác của Hiệp ước Balkan. Trong những ngày cuối cùng của Nhà nước Quân đoàn Dân tộc, vào ngày 10 và 12 tháng 2, Anh và Bỉ đã cắt đứt quan hệ với Romania.
Các cuộc giao tranh biên giới với Liên Xô kéo dài trong suốt thời kỳ của Nhà nước Quân đoàn Dân tộc. Vào mùa thu năm 1940, Liên Xô đã chiếm đóng một số hòn đảo Romania ở đồng bằng sông Danube. Sự cố biên giới xảy ra hàng ngày. Quân đội Liên Xô tập trung ở biên giới Romania, máy bay Liên Xô liên tục xâm nhập vào không phận Romania, và - vào tháng 1 năm 1941 - các tàu Liên Xô cố gắng xâm nhập vùng biển Romania bằng vũ lực. Căng thẳng lên đến đỉnh điểm vào tháng 1 năm 1941, khi Liên Xô đưa ra tối hậu thư yêu cầu kiểm soát đồng bằng sông Danube. Các cuộc đụng độ biên giới xảy ra sau đó gần Galați (Covurlui County), nơi người Romania đang rải mìn trên sông Danube, trong đó từ 26 đến 100 người ở cả hai bên thiệt mạng.

### Sụp đổ
Vào ngày 20 tháng 1 năm 1941, Đội cận vệ Sắt đã cố gắng đảo chính, kết hợp với một cuộc tàn sát chống lại người Do Thái tại Bucharest.Vào ngày 22 tháng 1, ở đỉnh điểm của cuộc nổi loạn, Đội cận vệ sắt đã thực hiện tế người sát hại 200 người Do Thái tại lò mổ ở Bucharest, trong khi Đội cận vệ đang hát những bài thánh ca Thiên chúa giáo, "một hành động tàn bạo có lẽ là duy nhất trong lịch sử Holocaust". Trong vòng bốn ngày, Antonescu đã trấn áp thành công cuộc đảo chính. Đội cận vệ sắt đã bị buộc phải rời khỏi chính phủ. Sima và nhiều lính lê dương khác tị nạn ở Đức, trong khi những người khác bị cầm tù. Antonescu đã bãi bỏ Nhà nước Quân đoàn Dân tộc, thay vào đó tuyên bố Romania là "Nhà nước xã hội và dân tộc".
Việc đàn áp cuộc nổi dậy cũng cung cấp một số dữ liệu trang thiết bị quân sự được Đội cận vệ sắt sử dụng, lên tới 5,000 khẩu súng (súng lục ổ quay, súng trường và súng máy) và nhiều lựu đạn chỉ riêng ở Bucharest. Quân đoàn cũng sở hữu một lực lượng bọc thép nhỏ gồm hai xe cảnh sát bọc thép và hai xe bọc thép Malaxa UE. Về phương tiện vận tải, chỉ riêng ở Bucharest, Quân đoàn cũng sở hữu gần 200 xe tải.
Vào ngày 14 tháng 2 năm 1941, Nhà nước Quân đoàn Dân tộc chính thức bị bãi bỏ. Hơn 9,000 người liên quan đến cuộc nổi dậy sau đó đã bị bắt, trong đó gần 2,000 người (chính xác là 1,842) bị kết án với nhiều mức án khác nhau, từ vài tháng đến chung thân.

## Di sản
Theo nhà sử học người Anh Dennis Deletant: "Như vậy đã kết thúc một chương độc đáo trong lịch sử Chủ nghĩa Phát xít ở Châu Âu. Đội Cận vệ là phong trào cấp tiến Cánh hữu duy nhất ở Châu Âu lên nắm quyền mà không cần sự hỗ trợ của Đức hay Ý, và là phong trào duy nhất bị lật đổ trong thời kỳ Đức Quốc xã thống trị lục địa châu Âu.".
Nhà nước Quân đoàn Dân tộc đã đưa Romania trở thành thành viên phe Trục, đầu tiên trên thực tế bằng cách chào đón Quân đội Đức vào nước này, và ngay sau đó, về mặt pháp lý thông qua việc ký kết Hiệp ước ba bên và chống Cộng sản. Nó cũng đã loại bỏ hầu hết giai cấp chính trị truyền thống của Romania trong vụ thảm sát Jilava trước khi bị đàn áp vào tháng 1 năm 1941, sau đó chính thức bị bãi bỏ vào tháng 2. Đoạn phim về một số bài phát biểu có giá trị lịch sử còn sót lại từ thời Nhà nước Quân đoàn Dân tộc, chẳng hạn như bài phát biểu chung của Antonescu và Sima và đám tang của người sáng lập Đội cận vệ, Corneliu Zelea Codreanu.